# Ken Vuagnoux
Ken Vuagnoux, né le 25 juillet 1995 à Nice, est un snowboardeur français, spécialiste du snowboardcross.
En juillet 2020, parallèlement à sa carrière de sportif de haut niveau, Ken rejoint le dispositif Athlètes SNCF en tant que correspondant relations client en gare de Nice.

## Carrière
Ken Vuagnoux participe à ses premiers Jeux Olympiques en 2018 à Pyeongchang en Corée du Sud. Il est éliminé en quarts de finale et se classe 10e de l'épreuve de Snowboardcross.
En février 2019, il se blesse assez lourdement à la cheville lors des Championnats du monde de Park City aux Etats-Unis et reste éloigné des pistes pendant 10 mois. 
En juillet 2020, il rejoint le Dispositif Athlètes SNCF en tant que correspondant relation clients en appui de son Dirigeant sur un secteur étendu de Nice à Toulon.

### Jeux olympiques
| Épreuve / Édition   | Snowboardcross |
| JO 2018 Pyeongchang | 10e            |